# ۶۹۰ (قمری)
۶۹۰ (قمری)، ششصد و نودمین سال در گاهشماری هجری قمری است. اول محرم این سال برابر با «۱۱ ژانویه ۱۲۹۱» میلادی و «۲۲ دی ۶۶۹» هجری شمسی است.

## درگذشتگان
- سعدی